# Oberfräse

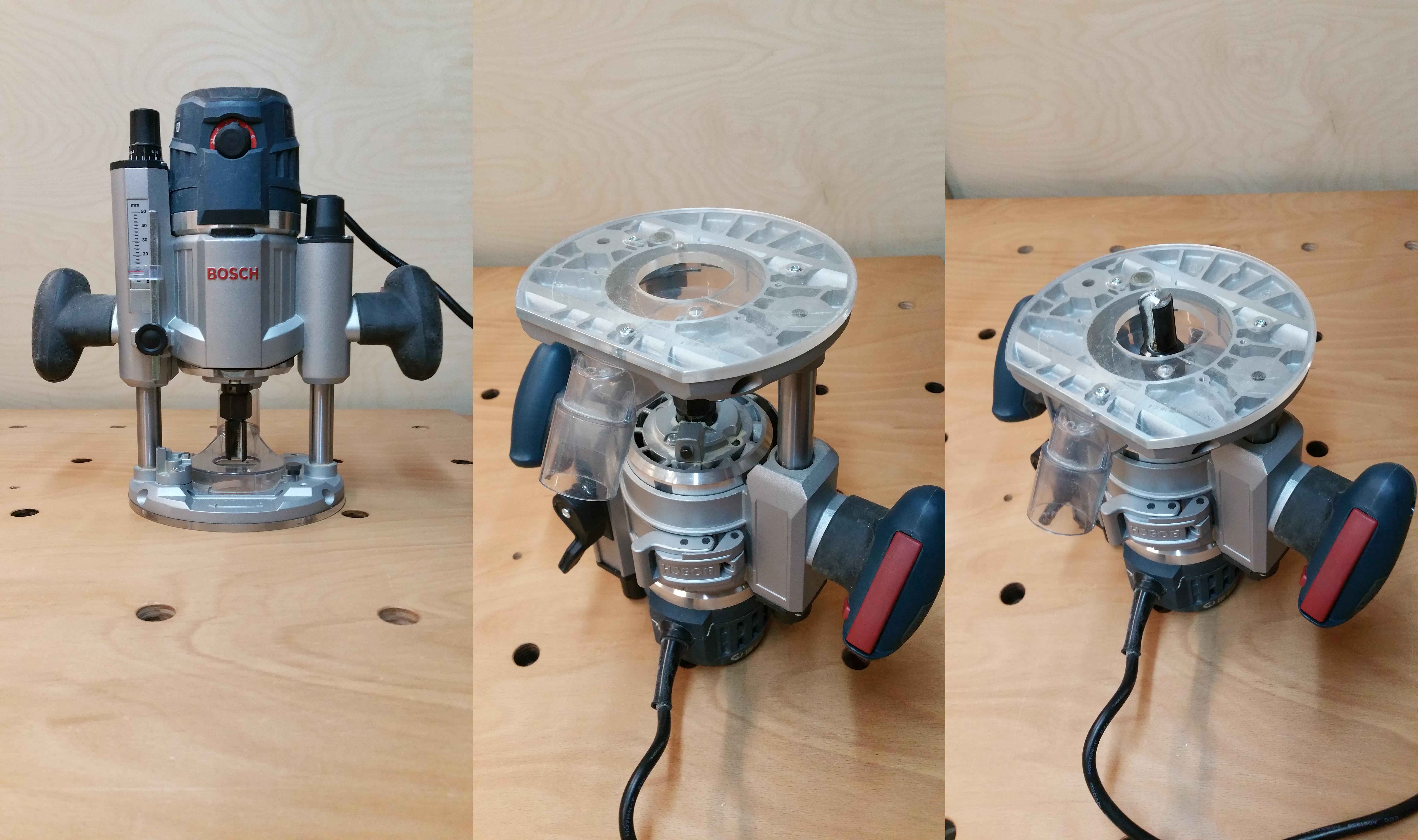
Oberfräse mit Tauchkorb

Eine Oberfräse ist ein Elektrowerkzeug zur spanenden Bearbeitung von Holz und anderen Werkstoffen, das in der Regel, im Gegensatz zur Tischfräse, von oben an das Werkstück angesetzt wird.

## Konstruktion
Eine Oberfräse besteht aus einem meist getriebelosen Elektromotor, dessen Drehzahl bei 8.000 bis 30.000 Umdrehungen pro Minute liegt, einer Spannzange zum Einspannen des Fräswerkzeuges und einem zweisäulengeführten Fräskorb, dessen Hub zwischen 35 und 80 mm liegt. Die Führungssäulen sind auf einer stabilen Grundplatte befestigt. Die Grundplatte kann mit Gleitbelag oder einer auswechselbaren Kunststoffgleitfläche versehen sein. An dieser Grundplatte lassen sich Anschläge und Führungen unterschiedlicher Art installieren, so dass man beispielsweise mit einem Kurvenanschlag Kreise oder Kreissegmente fräsen kann.

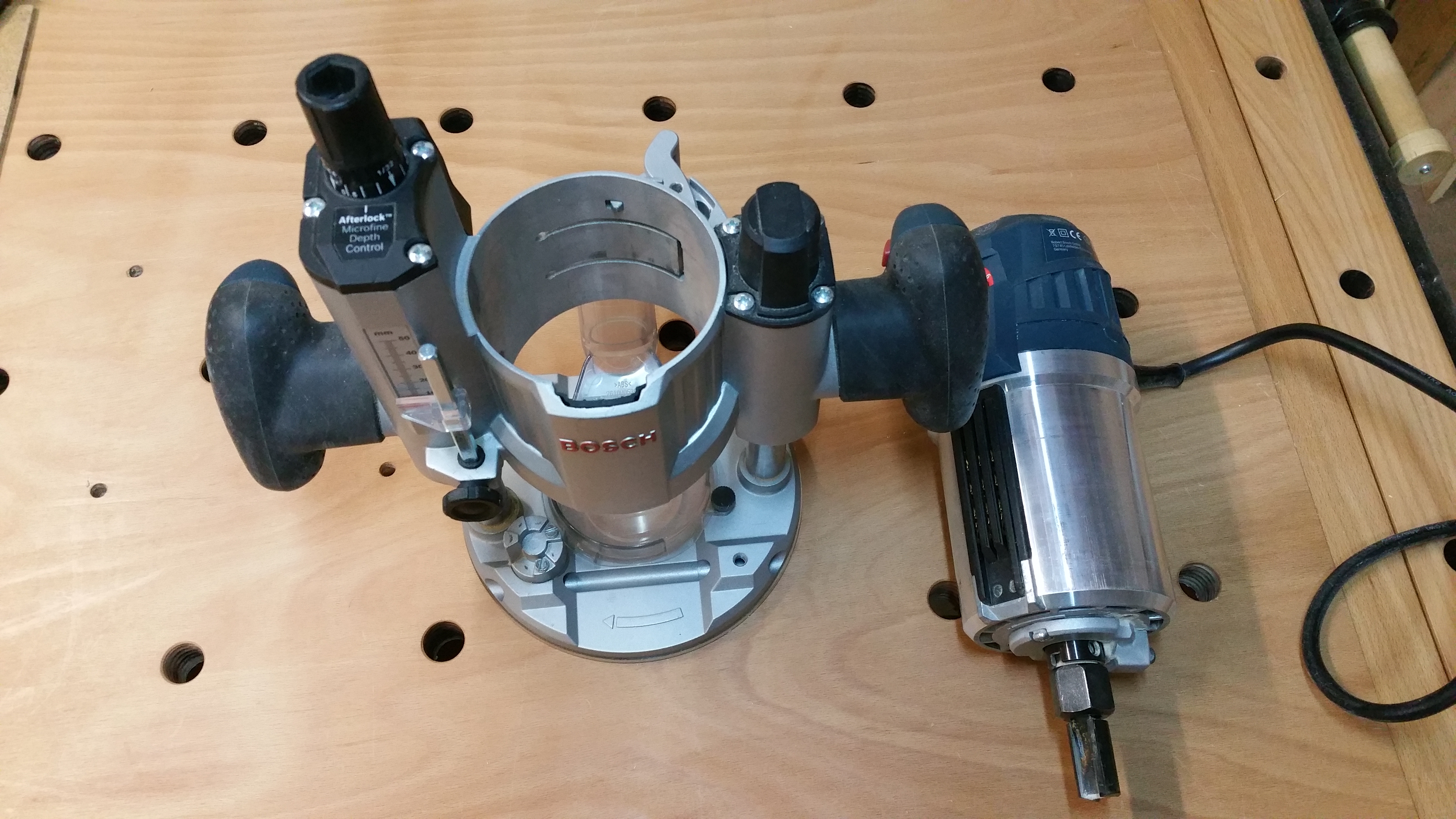
Bosch Professional GOF 1600 CE: Zweiteilige Oberfräse mit Tauchkorb und Fräsmotor

Bei den Oberfräsen lassen sich zwei Grundkonstruktionen unterscheiden: Inzwischen sind Geräte, welche mit einem 43-mm-Eurohals versehen und trennbar in den Fräskorb gespannt sind, nur noch selten am Markt zu finden (z. B. Metabo OFE 738). Der Motor samt Spannzange lässt sich dann auch separat als Geradschleifer verwenden oder in einen Fräsbohrständer bzw. in CNC-Geräte einbauen. Bei den meisten heutigen Konstruktionen ist der Fräskorb fest mit dem Motor verbunden. Darüber hinaus gibt es auch Maschinen, bei welchen nur der Motor (mit Anschlusskabel) in einen Fräskorb geschoben wird. Der Schalter befindet sich hier im Gegensatz zu den Eurohals-Maschinen an den Griffen am Fräskorb. Die elektrische Verbindung erfolgt über Schleifkontakte am Fräskorb bzw. dem Motor (z. B. Bosch Professional GOF 1600 CE).
Der Spannbereich der einzelnen Spannzange liegt in der Regel zwischen 6 und 12,7 mm. Gebräuchliche Maße sind 6, 8 und 12 mm, seltener finden sich auch 4 und 10 mm. Bei Maschinen im angloamerikanischen Maßsystem kommen 1⁄4″ (6,35 mm), 3⁄8″ (9,53 mm) und 1⁄2″ (12,7 mm) zur Anwendung. Für die Nutzung in Kleinstwerkzeugen, wie zum Beispiel denen der Marke Dremel, mit Oberfräsen-Vorsatzgerät sind auch 1⁄32″ (0,8 mm), 1⁄16″ (1,6 mm), 3⁄32″ (2,4 mm) und 1⁄8″ (3,2 mm) möglich. Spannzangendurchmesser bis 6 mm werden vorwiegend bei kleineren Fräsern eingesetzt. Bei größeren Fräsern und großer Zustellung kommen stärkere Maschinen zum Einsatz, welche mit 8 oder 12 mm Spannzangen bestückt sind. In aller Regel liegen bei einer hochwertigen Oberfräse verschiedene Spannzangen bei.
Bei der Form der Griffe lassen sich folgende Grundformen unterscheiden:
- Der Doppelknauf ist die klassische Form mit beidseitig runden Griffen zur Zweihandbedienung.
- Der Pistolengriff erlaubt eine Einhandbedienung und weist auf der gegenüber liegenden Seite einen Knauf auf.
- Der Doppelgriff ist ergonomisch der Handform angepasst und zur Zweihandbedienung gedacht. Er ist in Hauptarbeitsrichtung komfortabler, allerdings aus anderen Arbeitsrichtungen umständlicher, als andere Griffe.

Es gibt auch stationäre Oberfräsen, die heute zumeist als CNC-Fräsen in sogenannte Bearbeitungszentren integriert oder als Portalfräsen aufgebaut sind. Bevor die numerisch gesteuerten Werkzeugmaschinen Einzug in die Produktion erhielten, waren sogenannte Kopierfräsen (also Oberfräsen, die zur exakten Reproduktion von Mustern vorbereitet sind) im Möbelbau gängig. Eine neuere Entwicklung (Stand 2018) sind handgeführte CNC-Oberfräsen. Hier fährt der Benutzer mit der Maschine grob die Form ab und eine interne Lageregelung korrigiert den entsprechenden Versatz. Es ist hierbei aber notwendig, dass die Kontur als CAD-Modell vorliegt.

## Verwendung

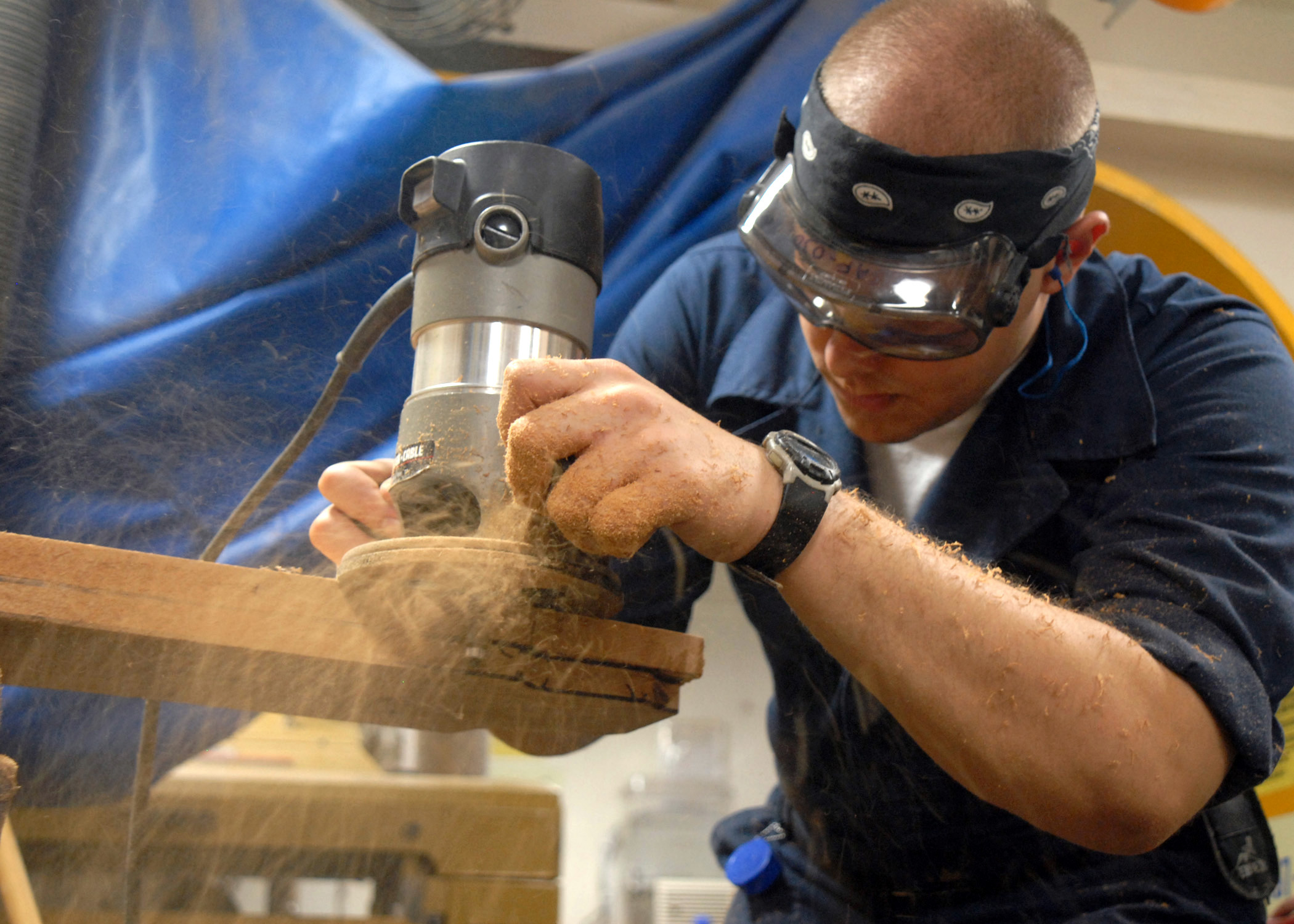
Oberfräse beim Bündigfräsen mit Anlaufkugellager. Der Handwerker zieht die Maschine auf diesem Bild.

Die Oberfräse eignet sich zum Einfräsen von Nuten, zum Fasen und Profilieren, zum Schablonenfräsen und Freihandfräsen (z. B. Verzierungen, Muster, Schriften).
Beim Freihandfräsen wird die Oberfräse von oben auf das Werkstück aufgesetzt und von Hand über die Oberfläche geführt.

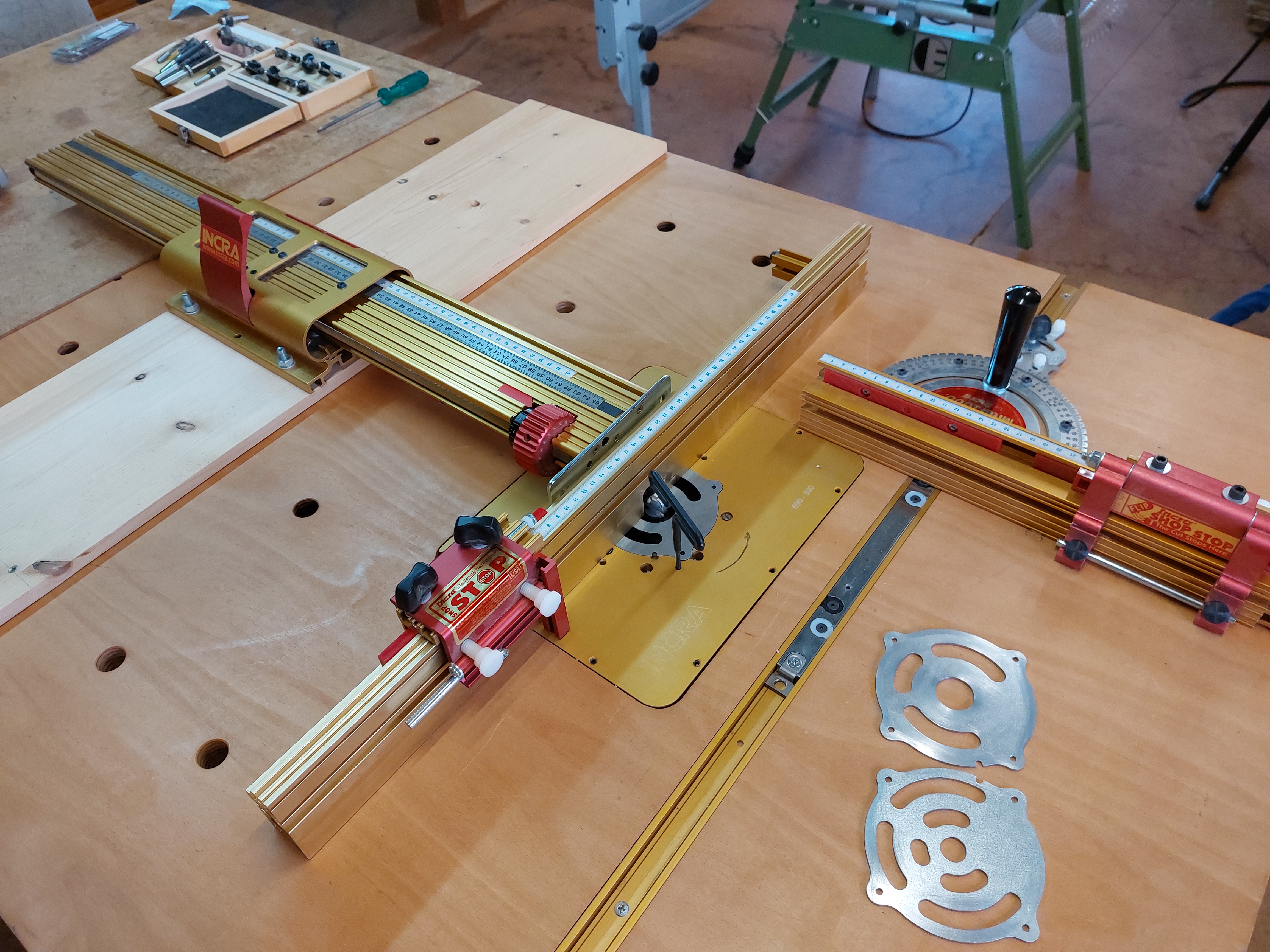
Frästisch mit verschiedenen Anschlägen und der Höheneinstellung von oben

Darüber hinaus bieten einige Modelle die Möglichkeit, sie über Kopf in einen Tisch mit einer runden Öffnung für das Fräswerkzeug einzubauen. Dies bietet Vorteile, wenn z. B. sehr kleine Werkstücke bearbeitet werden sollen. Auch für größere Fräserdurchmesser (ab ca. 30 mm, z. B. Abplattfräser) ist diese Vorgehensweise aufgrund von Sicherheitsaspekten der handgeführten vorzuziehen. Hierfür werden im Allgemeinen Maschinen der oberen Leistungsklasse gewählt, da hier das daraus resultierende hohe Gewicht und damit die Unhandlichkeit nicht von Belang, sondern eher von Vorteil ist (höhere Steifigkeit der Führungen und bessere Laufruhe).
Oberfräsen für den Heimwerkerbereich gibt es mit Motorleistungen ab 450 W. Im professionellen Sektor liegen die kleinen Fräsen bei 900 bis 1200 W und 2,5 bis 3,5 kg. Stärkere Handoberfräsen haben Leistungen von 1200 bis 1600 W, woraus ein Gewicht von 4 bis 5 kg resultiert. Die stärksten Handoberfräsen haben Leistungen bis zu 2600 W (z. B. Mafell LO 65 Ec), wiegen jedoch auch zwischen 6 und 8 kg.
Während die kleinen Fräsen insbesondere in den Bereichen des Freihand- und Schablonenfräsens, wo mit relativ kleinen Fräserdurchmessern gearbeitet wird, aufgrund ihrer Handlichkeit punkten können, sind die leistungsstärksten Modelle mit ihrem Gewicht bei der Bearbeitung mit großen Fräsern, vor allem in Hartholz oder im stationären Betrieb (also als Tischfräse) von Vorteil. Heutige Maschinen bieten in der Regel durchweg eine elektronische Drehzahlverstellung, so dass die Schnittgeschwindigkeit dem jeweiligen Einsatzzweck angepasst werden kann. Auch ist bei hochwertigeren Geräten eine Konstantelektronik Standard, welche die Drehzahl auch unter Belastung konstant hält und ggf. nachregelt, solange es die Motorleistung erlaubt.

## Fräsertypen

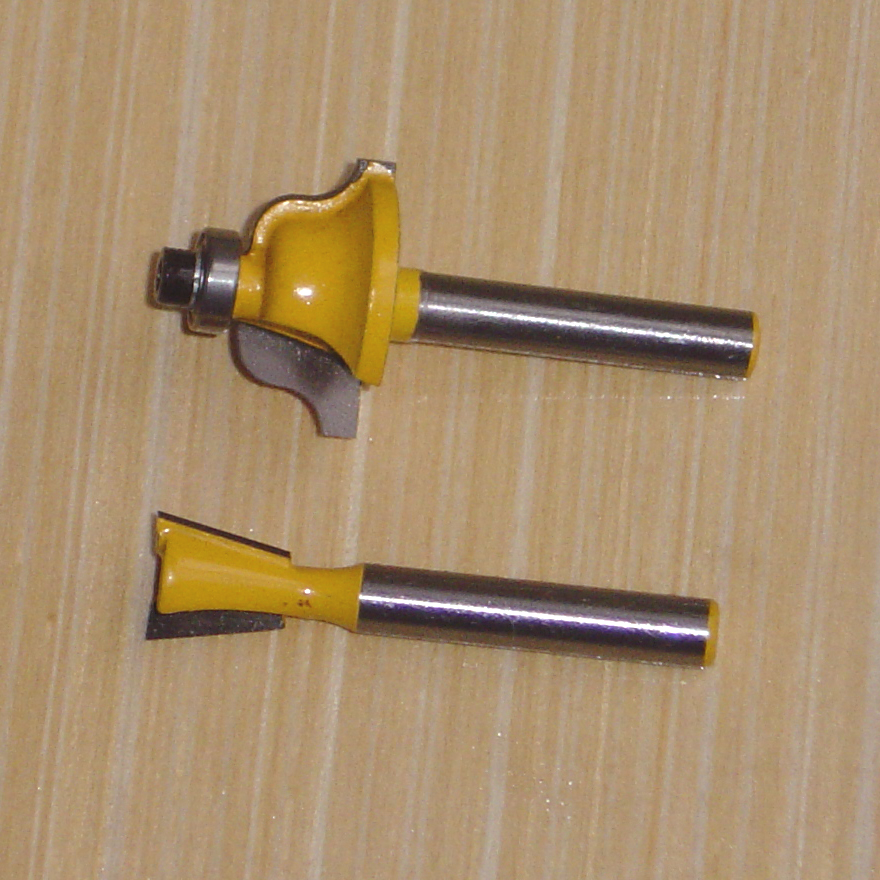
Karnies- (oben) und Zinkenfräser (unten)

### Fräser aus unterschiedlichem Stahl
Alle diese Fräsertypen gibt es aus verschiedenem Stahl. Fräser, bei denen der ganze Fräser aus dem gleichen Stahl ist, sind aus Hochleistungsschnellarbeitsstahl (HSS) Alternativ gibt es Fräser mit aufgelöteten oder aufgeschraubten Schneiden aus Hartmetall.
Fräser mit festen Schneiden müssen nachgeschärft werden. Dies hat den Nachteil, dass der Fräser durch das Nachschärfen kleiner wird und somit nicht mehr Maßhaltig ist. Bei Fräsern mit Wendeschneidplatten können stumpfe Schneiden gedreht oder getauscht werden.
Diese Fräser sind in der Anschaffung oft teurer, amortisieren sich bei häufigem Gebrauch jedoch oft dadurch, dass die austauschbaren Schneiden günstiger sind, als das Nachschärfen beim Schärfdienst.

Verschiedene Profile, die mit einer Oberfräse erzeugt werden können

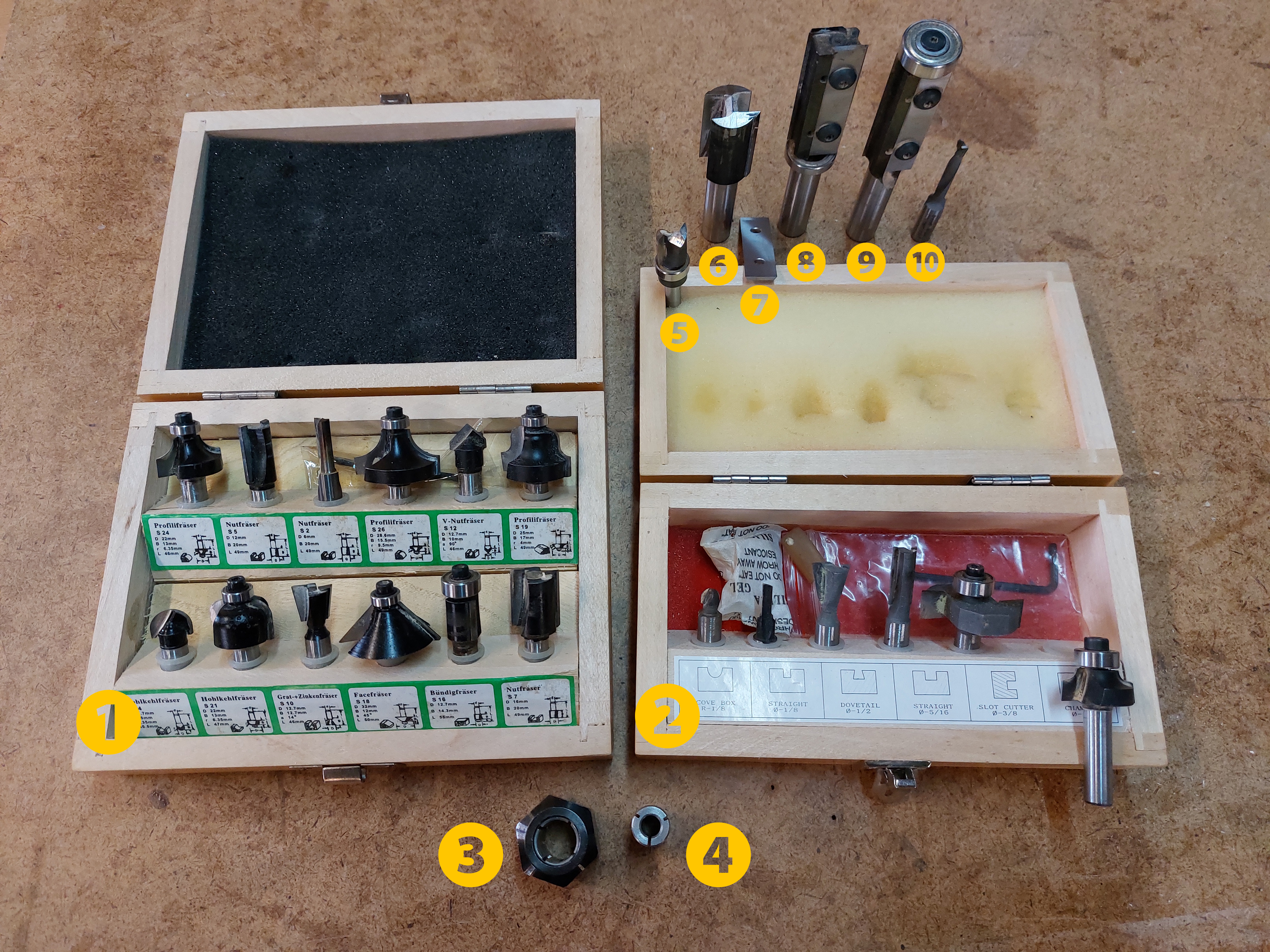
Verschiedene Fräser im Sortiment und einzeln

Für unterschiedliche Anforderungen werden verschiedene Fräser eingesetzt. Die Dimensionierung der einzelnen Werkzeuge erfolgt mit einer Untermenge der folgenden Abkürzungen:
- Durchmesser der Schneide (D)
- Schneidenlänge ohne Schaft (B)
- Gesamtlänge inklusive Schaft (L)
- Schaftdurchmesser (S)
- Radius (R)
- Anzahl der Zähne (Z)

Hier ist zu beachten, dass verschiedene Hersteller oft unterschiedliche Buchstaben verwenden, was ohne eine Legende zu Verwirrung führen kann. So verwendet die Firma Sistemi Klein jeweils die Buchstaben B und L für Schneidenlänge und Schaft, wogegen Bosch für dieselben Angaben L und G einsetzt.

### Nutfräser
Nutfräser werden verwendet, um rechteckige Nuten und Aussparungen herzustellen. Dimensionierung: D, B, L, Z, S.
Es gibt verschiedene Formen von Nutfräsern. Der Standardnutfräser hat gerade Schneiden. Zu unterscheiden sind hier die Varianten mit und ohne Grundschneide. Mit Grundschneide kann in das Werkstück eingetaucht werden, was Ohne nur bedingt möglich ist. Somit ist nur eine rein horizontale Fräsbewegung durchführbar. Eine Sonderform ist der Spiralnutfräser. Je nach Bauform (Links- oder Rechtsdrall) sorgt er für eine bessere Spanabfuhr oder eine besonders ausrissarme Oberfläche.

### Hohlkehlfräser
Der Hohlkehlfräser erzeugt Nuten mit halbkreisförmigen Querschnitt oder Hohlkehlen an Kanten. Dimensionierung: D, B, L, R, S. Der Buchstabe R steht hier für den Radius der halbkugelförmigen Schneide.

### Abrundfräser
Abrundfräser werden zum Abrunden von Kanten eingesetzt. Dimensionierung: D, B, L, R, S. Die Abkürzung R steht hier für den Radius der gefrästen Rundung.

### Bündigfräser
Bündigfräser werden zum bündig machen von überstehenden Beschichtungsmaterialien wie z. B. Furnier oder von Kantenmaterialien wie PVC Kanten verwendet. Beschichtungsmaterialien sowie Kantenmaterialien für z. B. Spanplatten werden größer aufgeleimt, so dass sie rund herum überstehen. Danach wird das überstehende Material bündig gefräst. Dazu dient ein Anlaufring ober- oder unterhalb der Schneiden als Anschlag an die Spanplatte. Dimensionierung: D, B, L, Z, S

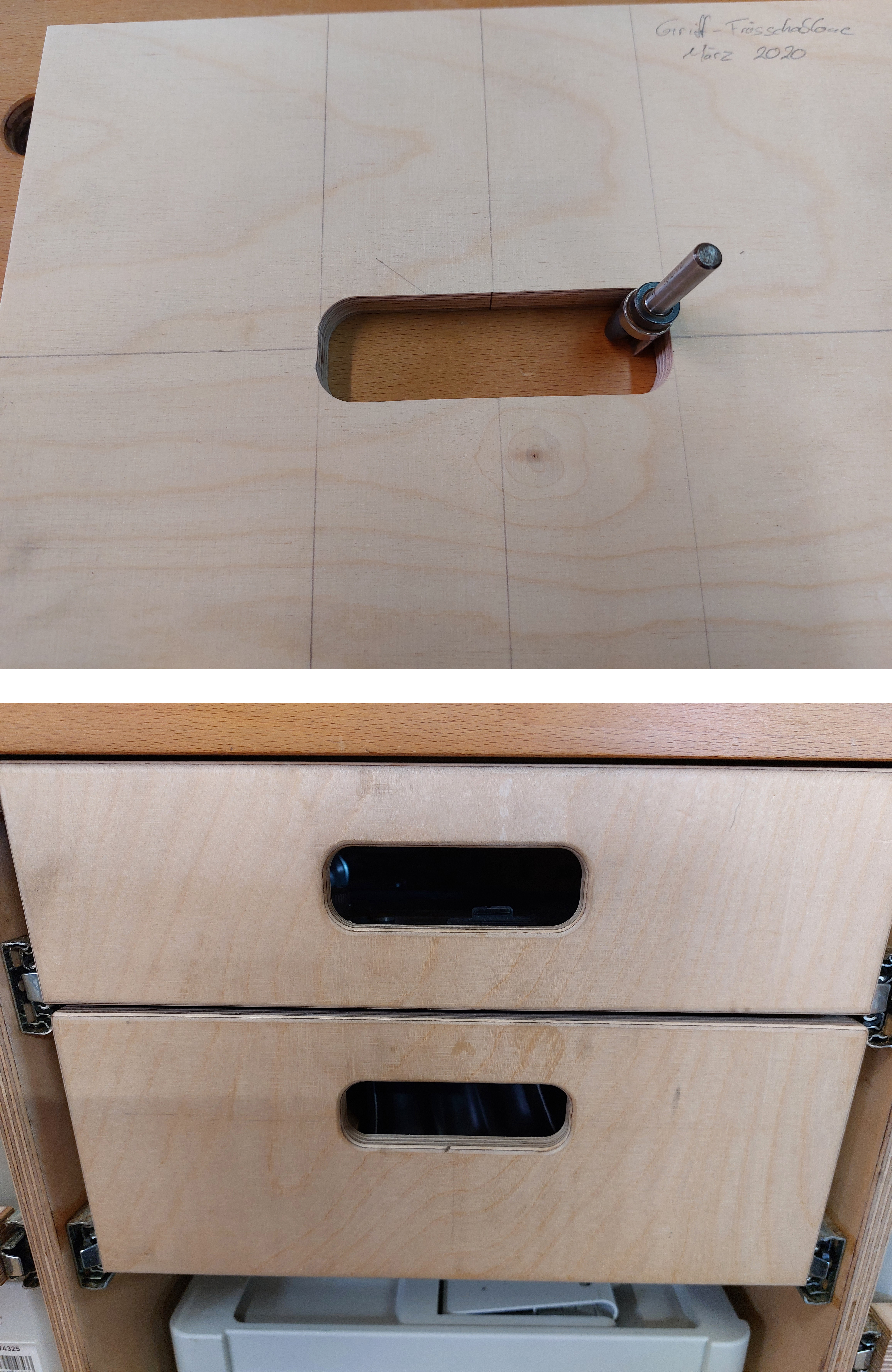
Bündigfräser mit einer Schablone für Griffmulden

Zum Teil werden Bündigfräser auch zum kopierfräsen mit Hilfe von Schablonen verwendet.

### Falzfräser
Mit Falzfräsern werden Falze (rechteckige Aussparungen an Kanten) gefräst. Dimensionierung: D, B, L, E, S. Der Buchstabe E steht hier für die Falztiefe.

### Grat- oder Zinkenfräser
Der Gratfräser erzeugt trapezförmige Aussparungen, die für Schwalbenschwanzverbindungen verwendet werden. Dimensionierung: D, B, L, α, S. Der griechische Buchstabe α gibt den Winkel der Trapezseiten an.

## Zubehör
Eine Auswahl von Zubehör für Oberfräsen:
- Anschläge: Parallel-, Seiten- und Winkelanschlag
- Aufspannbock zum stationären Untertischeinsatz
- Führungsschiene
- Kopierhülse (auch Kopierring oder -flansch genannt)
- Kopiertaster
- Schablonen
- Späneabsaugeinrichtung, Spanfangbehälter
- Vakuum-Aufspannsystem
- Zentrierdorn
- Zirkeleinrichtung